# Kátó László
Kátó László (Laszlo Kato; Medgyes, Nagy-Küküllő vármegye, 1914. július 5. – ?) magyar származású kanadai orvos, leprakutató, szakíró. 

## Életpályája
Erdélyben született. 1921-ben családjával együtt Magyarországra költözött, ahol előbb Hajdúböszörményben, majd Pestszentlőrincen  telepedtek meg. 
1938-ban a budapesti Pázmány Péter Tudományegyetemen szerzett orvosi diplomát. 1942-ben az egyetemen tanársegéd lett. A szovjet harctéren katonaorvosként szolgált. 1945-ben Németországban  amerikai fogságba esett; ekkor ellátta mind a helyőrség,  mind a környékbeli falvak egészségügyi szolgálatát. 1951-ben kivándorolt Kanadába, ahol a montréali egyetem Mikrobiológiai és Higiéniai Intézetében   a fizio-patológiai osztály vezetője lett, majd Hapsteadben ő lett a quebeci egyetem leprakutató laboratóriumának vezetője. Ezután az ENSZ egyik szakcsoportjának vezetőjeként került kapcsolatba az Afrikában letelepedett Léger bíborossal. Kátó László Járványkórházat alapított Brazíliában, az Amazonas-vidék leprás gyermekeinek gyógyítására.
Kutatásairól – orvosi szakíróként számos közleményt publikált. Cikkeket is írt a Kanadai Magyarság című hetilapba.

## Publikációi
- Pilocarpin hatása a perfringens antitoxin képződésére. Bp., 1942
- Action of Chaulmoogra Derivatives on Endthelial Cells of Skin Vessels. (Gözsy Bélával. Montreal, 1955
- Action of Chaulmoogra Oil on the Reticuloendotheliai System. Uazzal. Uo., 1955
- The Influence of Antihistamines and 1,4-dimethyl-7-isopropylazulene on Experimental Tuberculosis. Ugyanazzal. Uo., 1955
- The Influence of 1,4-dimethyl-7-isopropylazulene with and without dihydrostreptomicin Experimental Tuberculosis in Guinea Pigs. Ugyanazzal. Uo., 1955
- Action of Histamine and Antihistamine on the Ingestion of Murine Leprosy Bacill by Macropaghes of the Rat and the Guinea-Pig. New Orleans, 1956
- Oedema Formatio in Rat's Skin. Gözsy Bélával. St. Albans, 1956
- Some Factors Decressing Phagocytic Activity of Vonocytes Against Tubercole Bacilli, Strain BOG. Uazzal. Montreal, 1956
- Laszlo Kato: The centenary of the discovery of the leprosy bacillus[5]
- Studies on Phagocytic Stimulation (Gözsy Béla társszerzővel, Montréal, 1957)[6]
- Role of Toxic Factors in Anaphylact Shock of Rats. 1-2. köt. Ugyanazzal. Bázel – New York, 1962. – Horn Clapper and Bell. Montreal, 1973
- Laszlo Kato: Cholesterol, a Factor Which is Required for Growth of Mycobacteria from Leprous Tissues. INTERNATIONAL JOURNAL OF LEPROSY

and Other Mycobacterial Diseases Volume 46, Number 2, April-June 1978